# Calle Molina Lario
Calle Molina Lario es una vía del Centro Histórico de la ciudad de Málaga, España. Se trata de una de las principales calles del centro histórico, que discurre desde la plaza del Siglo hasta la plaza de la Marina, en un recorrido paralelo a la calle Larios.
Su nombre está dedicado al turolense José Molina Lario, obispo de Málaga entre 1776 y 1783, bajo cuya dirección se realizó el acueducto de San Telmo y muchas otras obras en la ciudad.
Entre sus edificios destacan la Catedral, el Palacio Episcopal y el Hotel Málaga Palacio.